# Vouhé, Charente-Maritime

Vouhé este o comună în departamentul Charente-Maritime, Franța. În 1 ianuarie 2022 avea o populație de 657 de locuitori.